# Botsmarks flyttblock

Botsmarks flyttblock eller Botsmarksblocket ligger intill Sävarån utanför Botsmark i Umeå kommun och är världens största flyttblock. Det väger uppskattningsvis 35 000 ton, är 15 meter högt och 30 x 30 meter. Botsmarks flyttblock är skyddat som ett naturminne från istiden.